# 鳢两极虫
鳢两极虫（学名：Myxidium ophiocephali）为两极科两极虫属的动物。分布于俄罗斯以及辽宁、福建、浙江、黑龙江等，营寄生生活，寄生在胆囊（鲢、鳙、乌鳢）以及肠、脾、膀胱（鲢、鳙）。